# Вильмсхаген
Вильмсхаген (нем. Wilmshagen) — община в Германии, в земле Мекленбург-Передняя Померания. 
Входит в состав района Северная Передняя Померания. Подчиняется управлению Мильцов.  Население составляет 293 человека (на 31 декабря 2006 года). Занимает площадь 18,58 км².